# Clara Ragaz
Pour les articles homonymes, voir Ragaz.
Clara Ragaz, née Clara Nadig le 30 mars 1874 à Coire et morte le 7 octobre 1957 à Zurich, est une féministe et pacifiste suisse. Cofondatrice de la Ligue suisse des femmes abstinentes, une organisation du mouvement de tempérance, elle est co-présidente internationale de la Ligue internationale des femmes pour la paix et la liberté (LIFPL) entre 1929 et 1946.

## Biographie
Clara Ragaz naît Clara Nadig le 30 mars 1874 à Coire, dans le canton des Grisons. Elle est originaire du même lieu et de Davos, dans le même canton. Son père, Johann Josua Nadig, est greffier ; sa mère est née Christina Plattner. Elle a une sœur, Eva Nadig (de).
Elle fait des études afin de devenir enseignante, achevant sa formation en 1892 à l'école normale d'Aarau.

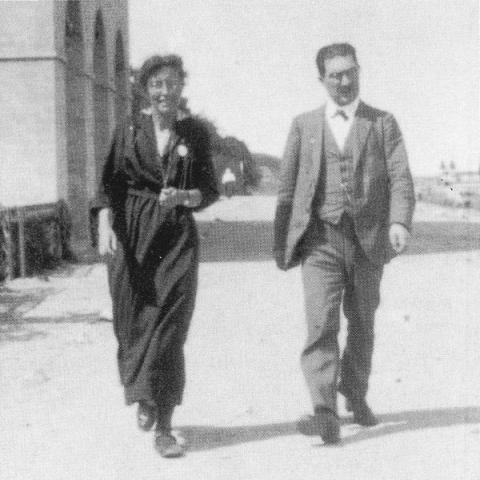
Clara et Leonhard Ragaz en 1923.

Elle enseigne en Angleterre et en France, avant de retourner en Suisse et d'épouser le théologien protestant Leonhard Ragaz en 1901. Elle décroche un poste dans la vallée de l'Engadine, tandis que son mari exerce des fonctions religieuses de Coire entre 1902 et 1906. En 1902, elle participe avec Hedwig Bleuler-Waser à la fondation de la Ligue suisse des femmes abstinentes (en allemand : Schweiz Bundes abstinenter Frauen), une branche du mouvement international de tempérance. En 1907, elle rejoint l'organisation féministe Union pour la promotion des femmes (en allemand : Union für Frauenbestrebungen), alors que le couple se trouve à Berne, Leonhard Ragaz officiant à l'époque comme pasteur de la cathédrale de Bâle. En 1908, ils déménagent à Zurich, Leonhard Ragaz étant engagé comme professeur de théologie à son université. Clara Ragaz devient enseignante dans la même ville et rejoint un collectif d'acheteurs connu sous le nom de la Ligue des acheteurs sociaux (en allemand : Sozialen Käuferliga), en restant membre jusqu'en 1915.
En 1909, elle rejoint la direction de l'Exposition suisse des arts ménagers (en allemand : Schweiz Heimarbeitsausstellung), qui présente des travaux de filage, de bricolage et d'autres objets artisanaux créés par des femmes, mais où l'on discute également des problèmes liés au travail féminin ou des enfants. En 1913, elle rejoint le Parti socialiste suisse et, avec son mari, s'adonne au socialisme religieux, estimant que la foi chrétienne nécessitait une conscience sociale axée sur l'aide à la classe ouvrière. En 1915, elle cofonde la section suisse de la Ligue internationale des femmes pour la paix et la liberté (LIFPL, ou WILPF en anglais) et en assure la présidence jusqu'en 1946. Cette même année, elle publie La femme et la paix (Die Frau und der Fried), à partir d'un discours qu'elle avait donné. En 1919, elle commence à travailler au siège international de la LIFPL, à Genève, et assiste au congrès qui se tient à Zurich. En 1921, elle publie une traduction de Tagore as Educator, écrit par Emma Pieczynska-Reichenbach. La même année, son mari quitte son emploi universitaire et le couple déménage dans le district d'Aussersihl pour y vivre parmi les ouvriers. Ils s'engagent en faveur de la protection sociale de ces derniers et Clara Ragaz commence à donner des conférences à l'École sociale pour les femmes (en allemand : Sozialen Frauenschule).
En 1922, elle traduit en allemand l'ouvrage Religious Foundations of the Social Gospel du théologien américain Walter Rauschenbusch,. En 1929, elle succède à Jane Addams comme co-présidente internationale de la LIFPL. En raison du volume de travail à effectuer, il est en effet décidé que le poste serait désormais occupé par trois personnes, avec l'Allemande Gertrud Baer et l'Américaine Emily Greene Balch,,. La même année, elle est nommée vice-présidente de l'internat de l'École sociale pour les femmes, occupant ce poste jusqu'en 1946. Clara Ragaz, Gertrud Baer et Emily Greene Balch (cette dernière cédant ensuite sa place à Kathleen Innes (en)) dirigent la LIFPL pendant les années 1930 et celles, difficiles, de la Seconde Guerre mondiale, alors que des débats entre pacifisme intégral et réaliste minent le milieu militant. Avec son mari, elle démissionne du Parti socialiste en 1935, se trouvant en désaccord sur sa position concernant la défense nationale. Elle reste active dans le mouvement pacifiste jusqu'à la fin de la guerre.
Elle meurt en 1957. En 2015, une série de conférences rendant hommage à son activité pacifiste a été présentée par l'Association des femmes de Suisse orientale à Saint-Gall.

## Publications
- Die Frau und der Friede, Orell Füssli, Zurich, 1915.
- Der nächste Krieg, d'après le livre de Will Irwin The Next War, Zurich, 1925.
- Bericht über die internationale Kundgebung für Weltabrüstung der IFFF, Zurich, 1932.
- (avec Marta Schüepp) Luftschutz? Ein Wort zur Klärung. Zurich, 1938.